# Gary Thain
Gary Thain, född 15 maj 1948 i Christchurch, Nya Zeeland, död 8 december 1975, var en nyzeeländsk basist, känd för sitt arbete med den brittiska rockgruppen Uriah Heep.
Gary Thain åkte från Nya Zeeland till London med trion The New Nadir som upplöstes 1969. Han gick med i Keef Hartley Band som turnerade med Uriah Heep 1971. Uriah Heeps basist Mark Clarke hade just fått sparken och man erbjöd Thain en plats i bandet. Han skulle komma att medverka på gruppens mest framgångsrika album mellan 1972 och 1975: Demons and Wizards,  The Magician's Birthday, Uriah Heep Live in Jan 1973 , Sweet Freedom och Wonderworld. 
Under en turné med Uriah Heep år 1975 fick Gary Thain en elchock på scenen och blev allvarligt skadad. Han hade också fått en obotlig sexuellt överförbar sjukdom efter en tillfällig affär och hade problem med droger. På grund av sitt drogmissbruk fick han sparken och ersattes av John Wetton från King Crimson. Senare samma år, den 8 december, dog han av en överdos.
Gary Thain är allmänt erkänd som musiker tack vare sin speciella melodiska och rytmiska spelstil som beror på att han inte använde plektrum. Denna spelstil är en framträdande egenskap på de skivor med Uriah Heep som han medverkade i. 
Gary Thain räknas som medlem i 27 Club, som är en klubb för de artister som dog vid 27 års ålder.